# Marededeu de Boixadors
La Marededeu de Boixadors és una escultura d'alabastre provinent de Boixadors, comarca de l'Anoia, realitzada entre el 1350 i el 1370. Conserva restes de policromia.